# Andrij Bal
Andrij Mychajłowycz Bal, ukr. Андрій Михайлович Баль, ros. Андрей Михайлович Баль, Andriej Michajłowicz Bal (ur. 16 stycznia 1958 w Rozdole w obwodzie lwowskim, Ukraińska SRR, zm. 9 sierpnia 2014 w Kijowie) – ukraiński piłkarz, grający na pozycji obrońcy lub pomocnika, reprezentant Związku Radzieckiego, trener piłkarski.

## Kariera piłkarska

### Kariera klubowa
Wychowanek szkółki piłkarskiej w Nowym Rozdole oraz szkoły sportowej we Lwowie. Od 1976 występował w rezerwowej drużynie Karpaty Lwów. 6 kwietnia 1977 zadebiutował w spotkaniu z Lokomotiwem Moskwa. Po kilku latach został zawodnikiem najlepszego klubu Ukraińskiej SRR, a zarazem jednego z najlepszych klubów Związku Radzieckiego – Dynama Kijów. W Dynamie, z którym zdobył największe sukcesy, spędził dziesięć lat. Karierę piłkarską zakończył jako piłkarz zespołów izraelskich: Maccabi Tel Awiw oraz Bene Jehuda Tel Awiw.

### Kariera reprezentacyjna
Od 29 listopada 1981 do 23 sierpnia 1989 rozegrał 20 meczów w reprezentacji Związku Radzieckiego, strzelił 1 bramkę. Jako gracz drużyny radzieckiej uczestniczył w mistrzostwach świata w 1982 i w 1986. Wcześniej jako piłkarz radzieckiej reprezentacji U-18 zdobył 1976 Juniorskie Mistrzostwo Europy. W 1977 zdobył Mistrzostwo Świata z radziecką reprezentacją U-20 w Tunezji, a w 1980 Młodzieżowe Mistrzostwo Europy.

## Kariera trenerska
Przez kilka lat po zakończeniu kariery zawodniczej pracował w Izraelu, by w 2000 powrócić na Ukrainę. Przez pewien czas pracował w zespole Dynama Kijów, a we wrześniu 2003 został asystentem Ołeha Błochina, selekcjonera reprezentacji Ukrainy, która w 2005 wywalczyła awans na mistrzostwa świata, a w turnieju finałowym w 2006 doszła do 1/4 finału. Od stycznia do listopada 2008 Bal pomagał Błochinowi w prowadzeniu FK Moskwa. 1 września 2009 objął stanowisko głównego trenera Czornomorca Odessa, z którego został zwolniony w maju następnego roku po spadku Czornomorca z ekstraklasy. 21 kwietnia 2011 roku Ukraiński Związek Piłki Nożnej wybrał na stanowisko głównego trenera reprezentacji Ołeha Błochina, a Bal zgodził się pracować w jego sztabie szkoleniowym. W związku z chorobą Ołeha Błochina i jego niezdolnością pełnienia funkcji trenera reprezentacji, bo objął prowadzenie Dynama Kijów, Andrij Bal został wyznaczony na pełniącego obowiązki trenera reprezentacji Ukrainy. Przygotowywał reprezentację do dwóch meczów Mistrzostw Świata 2014: z Mołdawią i Czarnogórą. Mimo deklarowanego celu zdobycia zwycięstwa w obu pojedynkach, drużyna Ukrainy pod kierunkiem Bala poniosła klęskę, najpierw remisując z Mołdawią, a następnie tracąc punkty z Czarnogórą na własnym boisku.

## Życie prywatne
9 sierpnia 2014 zmarł w Kijowie w wieku 56 lat (zerwał się zakrzep krwi).

## Sukcesy i odznaczenia

### Sukcesy klubowe
- mistrz ZSRR: 1981, 1985, 1986, 1990
- wicemistrz ZSRR: 1982, 1988
- brązowy medalista Mistrzostw ZSRR: 1989
- zdobywca Pucharu ZSRR: 1982, 1985, 1987, 1990
- zdobywca Pucharu Zdobywców Pucharów: 1986

### Sukcesy reprezentacyjne
- mistrz Europy U-18: 1976
- mistrz Świata U-20: 1977
- mistrz Europy U-21: 1980

### Sukcesy indywidualne
- 4-krotnie wybrany do listy 33 najlepszych piłkarzy ZSRR:
  - Nr 1: 1989
  - Nr 2: 1981, 1982
  - Nr 3: 1980

### Odznaczenia
- tytuł Mistrza Sportu ZSRR: 1976
- tytuł Mistrza Sportu Klasy Międzynarodowej: 1977
- tytuł Zasłużonego Mistrza Sportu ZSRR: 1986
- tytuł Zasłużonego Trenera Ukrainy: 2005[8]
- Order „Za zasługi” III klasy: 2006[9]
- Order „Za zasługi” II klasy: 2011[10]